# Кучмий, Николай Сергеевич
Николай Сергеевич Кучмий (укр. Микола Сергійович Кучмій, род. 28 февраля 1992 года) — украинский борец греко-римского стиля, призёр Европейских игр 2019 года и чемпионата Европы 2020 года. Чемпион Украины 2016 года. Серебряный призёр молодежного чемпионата Европы по борьбе. 

## Биография
Родился в 1992 году. Борьбой активно начал заниматься с 2009 года. С 2012 года выступает на международных соревнованиях. В 2015 году на молодёжном чемпионате Европы по борьбе стал серебряным призёром. В 2016 году стал чемпионом Украины. 
В 2017 году впервые принял участие во взрослом чемпионате мира, занял итоговое пятое место в весовой категории до 130 кг. 
В 2019 году, после отстранения из-за допинга белорусского спортсмена Кирилла Грищенко, завоевал бронзовую медаль II Европейских игр в весовой категории до 130 кг. 
В феврале 2020 года на чемпионате континента в итальянской столице, в весовой категории до 130 кг Николай в схватке за бронзовую медаль поборол спортсмена из России Зураба Гедехаури и завоевал бронзовую медаль европейского первенства.